# Мост Гуанцзи
Мост Гуанцзи (кит. трад. 廣濟橋, упр. 广济桥, пиньинь Guǎngjì Qiáo, буквально: «мост великого милосердия») — средневековый памятник архитектуры; один из четырёх знаменитых древних мостов Китая, наряду с мостом Аньцзи, мостом Лугоу и мостом Лоян. Символ города Чаочжоу, внесённый в список наиболее важных культурных памятников Китайской Народной Республики.
Переправа через реку Ханьцзян длиной в один ли восходит к империи Сун. «Плавучий мост» составленный из 86 больших лодок, соединённых бортами, был построен в 1170 году, но уже через четыре года его унесло наводнением. После этого переход начали постепенно строить сразу с двух сторон как балочный мост на широких каменных опорах. К 1194 году с западного берега возвели десять опор и девять пролётов между ними; а с восточного — 13 опор и 12 пролётов; в центре оставалась понтонная часть, состоящая из 24 лодок, которые могли уводиться в сторону для прохода речных судов.
Веками мост Гуанцзи многократно перестраивался, в настоящее время он насчитывает 24 опоры и 18 лодок посередине. На каждой из опор возведён павильон под крышей с загнутыми углами как у китайской пагоды, ни один из них не повторяется. В средневековье в них были помещения, общим числом 126, тут велась торговля самым разнообразным товаром. В 1724 году были отлиты чугунные изваяния быков, вставшие на западном и восточном концах моста для защиты путников.

## Галерея
- Панорама моста Гуанцзи
- Вход на мост
- Пролёт моста
- Разводная часть
- Чугунный бык